# Galaxie Černé oko
Messier 64 (také M64, NGC 4826, Černé oko nebo Šípková Růženka – Spící kráska) je spirální galaxie v souhvězdí Vlasů Bereniky, vzdálená přibližně 17 milionů světelných let od Země.
Objevil ji Edward Pigott 23. března 1779. Galaxie je známá kvůli výraznému prachovému pásu poblíž jejího jádra, který je zřetelně vidět již ve středně velkých hvězdářských dalekohledech, může připomínat přivřené oko a galaxii tak přinesl různá pojmenování.

## Pozorování

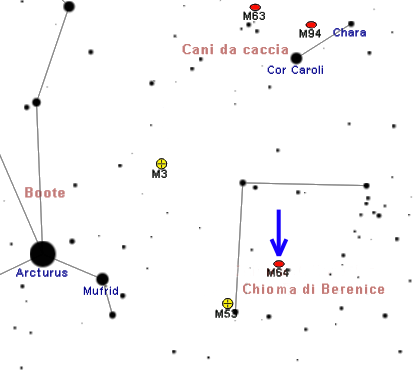
Poloha M 64 v souhvězdí Vlasů Bereniky

M64 se dá snadno najít ve střední části souhvězdí, necelý 1° severovýchodně od hvězdy 5. magnitudy s názvem 35 Comae Berenices, případně 11° severně od hvězdy Vindemiatrix (ε Virginis). Za průzračně jasných nocí je galaxie na hranici viditelnosti triedry 10x50. K rozeznání alespoň náznaků struktury, jako například jasného jádra, jsou zapotřebí dalekohledy o průměru 80 mm. Středně velké dalekohledy o průměru 150 mm ji ukážou jako oválnou skvrnu o rozměrech 9′×5′, jejíž jádro je na okraji zastíněno tmavým pásem a dokola obklopeno mlhavým halem.
Galaxii je možné snadno pozorovat z obou zemských polokoulí a ze všech obydlených oblastí Země, protože má pouze mírnou severní deklinaci. Přesto je na severní polokouli lépe pozorovatelná a během jarních nocí tam vychází vysoko na oblohu, zatímco na jižní polokouli v oblastech více vzdálených od rovníku zůstává poněkud níže nad obzorem. Nejvhodnější období pro její pozorování na večerní obloze je od února do srpna.
5° jihovýchodně od M64 leží kulová hvězdokupa Messier 53, 8° severozápadně se nachází otevřená hvězdokupa Melotte 111 a 7° severně leží obří eliptická galaxie NGC 4889, která je hlavním členem Kupy galaxií ve Vlasech Bereniky.

## Historie pozorování

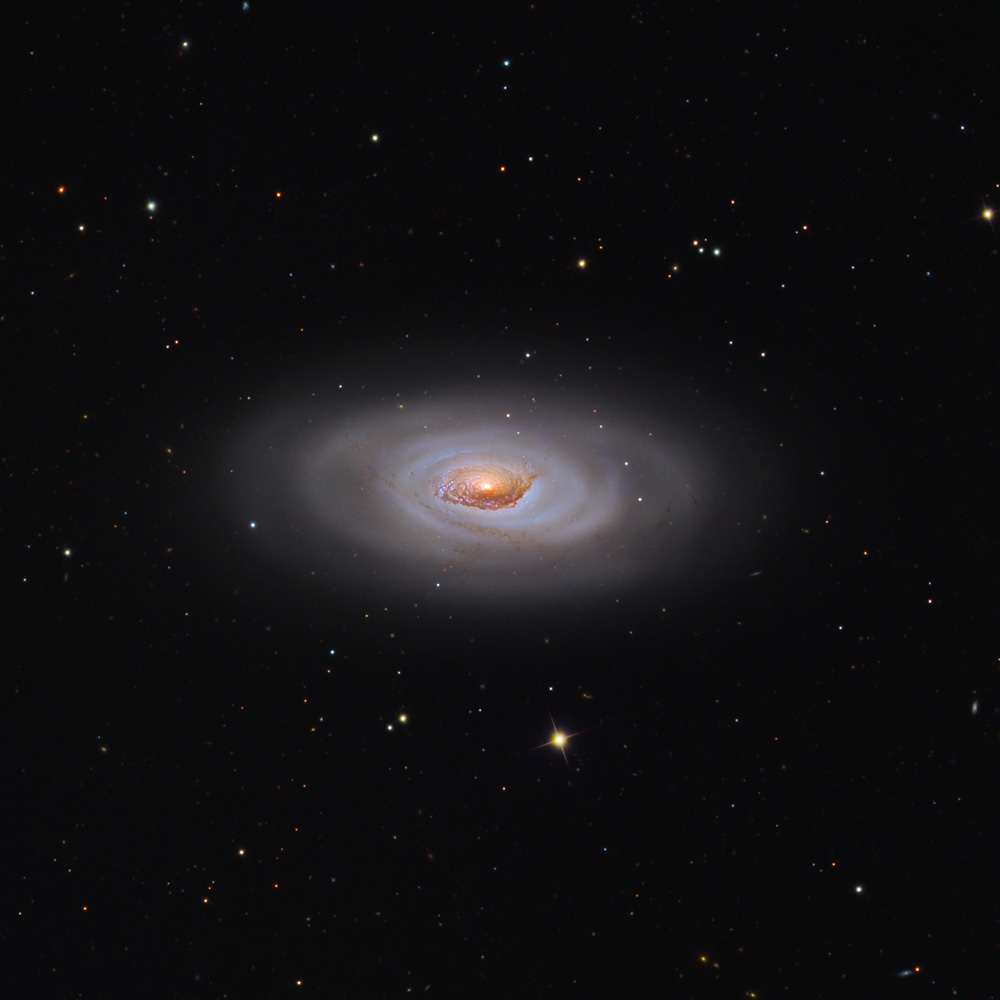
M64 na snímku ze Schulmanova dalekohledu. Autor: Adam Block (sever je dole)

Tuto galaxii objevil Edward Pigott 23. března 1779 a o 12 dní později, 4. dubna, ji nezávisle spoluobjevil i Johann Elert Bode. Téměř o rok později, 1. března 1780, ji nezávisle spoluobjevil také Charles Messier, který ji zakreslil do dráhy komety 1779 Bode a popsal ji jako mlhovinu, která má dvakrát menší svítivost než Messier 53. Pigottův objev na dlouhou dobu upadl v zapomnění, takže mu byl objev této galaxie přiznán až v dubnu 2002 díky Brynu Jonesovi.
William Herschel byl ovšem přesvědčen, že je tento objekt hvězdokupou a několik večerů strávil pokusy o její rozložení na jednotlivé hvězdy. Její jádro pak považoval za velmi těsnou dvojhvězdu, což ověřoval pozorováním při velkém zvětšení. Stejného mínění byl i jeho syn John. Také Heinrich Louis d'Arrest a William Parsons byli přesvědčeni, že se jim podařilo ji rozložit na hvězdy, zejména oblast kolem jádra, kterou popsali jako hvězdokupu tvořenou slabými hvězdami.

## Vlastnosti
M64 na první pohled připomíná běžné spirální galaxie zastíněné na více místech hustými temnými mlhovinami. Ovšem podrobný výzkum této galaxie dospěl ke zjištění, že prachová mračna a plyn ve vnějších oblastech galaxie rotují v opačném směru než plyn a hvězdy ve vnitřních oblastech. Astronomové se domnívají, že je tato opačná rotace výsledkem události staré pravděpodobně jednu miliardu let, kdy M64 pohltila svou vlastní satelitní galaxii.
V místech styku dvou opačně rotujících částí se sráží mezihvězdný plyn, je stlačován a poté se dále smršťuje, což vede k prudkému vzniku nových hvězd viditelnému na snímcích v podobě modrých chomáčů uvnitř prachového pásu.
Galaxie je od Země vzdálená přibližně 17 milionů světelných let, takže se nachází mnohem blíže než bohatá Kupa galaxií v Panně, jejíž členové jsou v této oblasti oblohy viditelní jižně od M64. Od Země se vzdaluje rychlostí 402 km/s
a je pravděpodobně členem Skupiny Honicích psů I. Vzdálenost této galaxie ovšem není známa dostatečně přesně, protože její odhad z radiální rychlosti může být ovlivněn Kupou galaxií v Panně a cefeidy ani supernovy v této galaxii zatím nebyly pozorovány.

### Knihy
- O'MEARA, Stephen James. Deep Sky Companions: The Messier Objects. New York: Cambridge University Press, 1998. Dostupné online. ISBN 0-521-55332-6. (anglicky)

### Mapy hvězdné oblohy
- Toshimi Taki. Taki's 8.5 Magnitude Star Atlas [online]. 2005 [cit. 2018-06-06]. Dostupné v archivu pořízeném dne 2018-11-05. (anglicky) - Atlas hvězdné oblohy volně stažitelný ve formátu PDF.
- TIRION; RAPPAPORT; LOVI. Uranometria 2000.0 - Volume I - The Northern Hemisphere to -6°. Richmond, Virginia, USA: Willmann-Bell, inc., 1987. Dostupné online. ISBN 0-943396-14-X.
- TIRION; SINNOTT. Sky Atlas 2000.0. 2. vyd. Cambridge, USA: Cambridge University Press, 1998. ISBN 0-933346-90-5.
- TIRION. The Cambridge Star Atlas 2000.0. 3. vyd. Cambridge, USA: Cambridge University Press, 2001. Dostupné online. ISBN 0-521-80084-6.